# Calea ferată Charing Cross, Euston și Hampstead

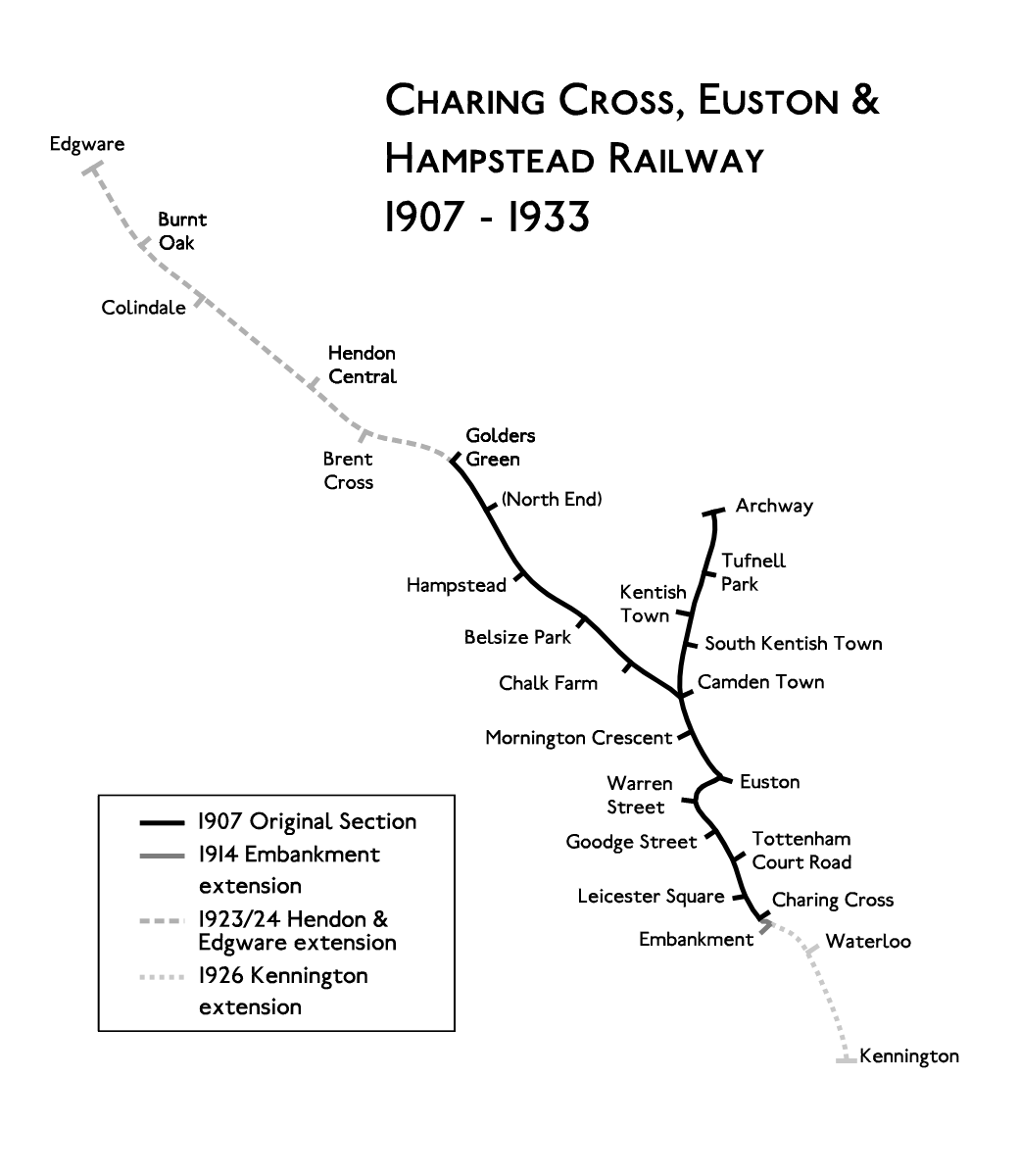
Harta rutelor companiei Charing Cross, Euston & Hampstead Railway

Calea ferată Charing Cross, Euston and Hampstead (CCE&HR), cunoscută și ca Metroul din Hampstead, a fost o companie de cale ferată înființată în 1891 care a construit un sistem de căi ferate subterane de tip "tub" în Londra. Construcția CCE&HR a fost întârziată pentru mai bine de un deceniu, cât a fost căutată finanțarea. în 1900 a devenit o subsidiară a Underground Electric Railways Company of London⁠(en)[traduceți] (UERL), controlată de finanțistul american Charles Yerkes. UERL a strâns rapid banii, în special de la investitori străini. Au fost planificate mai multe rute, dar mai multe din acestea au fost respinse de Parlament. Planurile pentru tunele pe sub Hampstead Heath⁠(en)[traduceți] au fost autorizate în pofida opoziției multor rezidenți care considerau că va fi afectată ecologia regiunii.
Când a fost deschisă în 1907, linia CCE&HR deservea 16 stații și avea o lungime de 12,34 km între capătul sudic de la Charing Cross⁠(en)[traduceți] și cele două capete nordice de la Archway⁠(en)[traduceți] și Golders Green⁠(en)[traduceți]. Extensiile din 1914  și mijlocul anilor 1920 au dus traseul până la Edgware⁠(en)[traduceți] și pe sub Tamisa la Kennington⁠(en)[traduceți], deservind 23 de stații pe o lungime de 22,84 km. În anii 1920, ruta a fost legată de o altă cale ferată subterană din Londra, City and South London Railway (C&SLR), iar serviciile celor două au fost reunite în cadrul unei linii a London Underground, numită într-un final Northern line⁠(en)[traduceți].
Încă din primul an după deschidere a devenit evident pentru conducere și investitori că estimările de trafic pentru CCE&HR și celelalte linii ale UERL fuseseră prea optimiste. În ciuda integrării și cooperării cu alte căi ferate subterane, precum și în ciuda extinderilor ulterioare, CCE&HR era într-o poziție financiară dificilă. În 1933 CCE&HR și restul liniilor UERL au fost naționalizate. Astăzi, tunelele CCE&HR formează ramura Charing Cross a Liniei Nordice, de la Kennington la Camden Town, ramura Edgware de la Camden Town la Edgware și ramura High Barnet de la Camden Town la Archway.

## Istoric

### Origini, 1891–1893
În noiembrie 1891 a fost anunțată o lege ce urma să fie prezentată Parlamentului și care prevedea construirea căii ferate Hampstead, St Pancras & Charing Cross (HStP&CCR). Calea ferată planificată urma să fie în întregime subterană între Heath Street în Hampstead⁠(en)[traduceți] și Strand⁠(en)[traduceți] în Charing Cross. Ruta urma să treacă pe sub strada Hampstead High, Rosslyn Hill, Haverstock Hill și drumul Chalk Farm până la Camden Town și apoi pe sub strada Camden High și drumul Hampstead până la Euston. Continua apoi spre sud, urmărind drumul Tottenham Court, Charing Cross și strada King William (azi numită William IV) până lângă Strand. La nord de drumul Euston, o ramură urma să meargă spre est pe sub strada Drummond pentru a deservi stațiile Euston, St Pancras și King's Cross. Erau planificate stații la Hampstead, Belsize Park, Chalk Farm, Camden Town, Seymour Street, Euston Road, Tottenham Court Road, Oxford Street, Agar Street, Euston și King's Cross. Deși nu fusese luată o decizie cu privire la folosirea tracțiunii pe cablu sau electrice, a fost prevăzută construirea unei centrale electrice în apropierea unei alte centrale ce avea un depozit de cărbune.
Promotorii HStP&CCR erau inspirați de recentul succes al City and South London Railway (C&SLR), prima cale ferată subterană. Aceasta fusese inaugurată în noiembrie 1890 și avusese un număr mare de pasageri în primul an de operare. Alte 3 planuri pentru asemenea rețele au fost propuse Parlamentului Britanic în 1892 și, pentru a asigura o abordare consecventă, a fost înființat un comitet pentru a evalua propunerile. Comitetul investiga diferite probleme referitoare la construcția și operarea căilor ferate subterane și făcea recomandări cu privire la diametrul tunelurilor, metoda de tracțiune și oferirea de permise de construire. După ce a interzis construirea ramurii de dincolo de Euston, comitetul a permis intrarea legii în procedura parlamentară normală. Restul traseului a fost aprobat și, după schimbarea numelui companiei, legea a fost promulgată pe 24 august 1893 ca Charing Cross, Euston, and Hampstead Railway Act, 1893.

### Căutarea finanțării, 1893–1903
Deși compania avea permisiunea de a construi calea ferată, ea nu beneficia încă de fondurile necesare construcției. CCE&HR nu era singura în această situație: patru alte companii căutau investitori –  Calea ferată Baker Street & Waterloo (BS&WR),  Calea ferată Waterloo & City⁠(en)[traduceți] (W&CR), Calea ferată Great Northern & City⁠(en)[traduceți] (GN&CR) (cele trei companii care ceruseră aprobarea în 1892), precum și Calea ferată Central London (CLR, care primise aprobarea în 1891). Doar W&CR, care avea cea mai scurtă linie și era susținută de Calea ferată London and South Western⁠(en)[traduceți] cu un dividend garantat a fost capabilă să facă rost de fonduri fără probleme. Pentru CCE&HR și restul companiilor, a doua parte a deceniului a reprezentat un efort pentru a găsi investitori într-o piață neinteresată. O ofertă de acțiuni în aprilie 1894 a eșuat, iar în decembrie 1899 doar 451 din cele 177.600 acțiuni de £10 fuseseră vândute către 8 investitori.

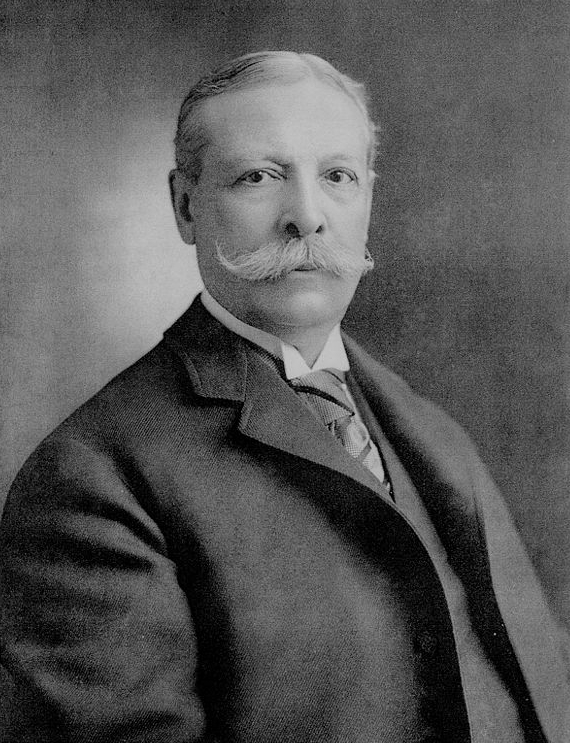
Magnatul en a cumpărat CCE&HR în 1900

Ca majoritatea legislației de acest tip, legea din 1893 impunea o limită de timp pentru exproprieri și strângerea capitalului. Pentru a menține posibilitatea realizării liniei, CCE&HR a propus o serie de legi ce prelungeau această limită. Acestea au fost aprobate prin legile Charing Cross Euston and Hampstead Railway Act din 1897, 1898, 1900, și1902.
Un contractor a fost ales în 1897, dar fondurile nu erau disponibile și lucrările nu au început. În 1900, investitori străini au salvat CCE&HR: magnatul american Charles Yerkes, care câștigase din dezvoltarea sistemului de tramvaie din Chicago în anii 1880 și 1890, a văzut oportunitatea unor investiții similare în Londra. Odată cu achiziția CCE&HR în septembrie 1900 pentru £100.000, el și ceilalți susținători ai său au cumpărat mai multe proiecte de cale ferată subterană, precum și Calea ferată Metropolitan District (MDR), care era funcțională, dar avea probleme financiare.
Având CCE&HR și celelalte companii sub controlul său, Yerkes a înființat UERL pentru a strânge fondurile necesare pentru realizarea tunelelor și electrificarea MDR, care funcționa cu locomotive cu abur. UERL a fost capitalizată cu £5 milioane, majoritatea acțiunilor fiind vândute unor investitori străini. Au urmat și alte oferte de acțiuni ce au adunat în total £18 milioane (aproximativ 1,73 miliarde de lire în banii de astăzi) ce urmau să fie folosiți în toate proiectele UERL.

### Decizia asupra rutei, 1893–1903
În timp ce strângea banii, CCE&HR a continuat să dezvolte planurile pentru traseul căii ferate. Pe 24 noiembrie 1894 a fost anunțată o nouă propunere de lege pentru achiziționarea unor alte terenuri pentru stațiile Charing Cross, Oxford Street, Euston și Camden Town. Aceasta a fost aprobată ca Charing Cross, Euston and Hampstead Railway Act, 1894 pe 20 iulie 1895. Pe 23 noiembrie 1897, a fost anunțată o altă lege pentru modificarea rutei în partea de sud, în așa fel încât să se termine sub Strada Craven, în partea sudică a Strand. Aceasta a fost oficializată ca Charing Cross, Euston and Hampstead Railway Act, 1898 pe 25 iulie 1898.
Pe 22 noiembrie 1898, CCE&HR a publicat o altă lege pentru a adăuga o extensie și a modifica o parte a rețelei. Extensia era o ramificație de la Camden Town la Kentish Town, unde era planificat un nou terminus cu posibilitatea de interconectare cu stația Kentish Town a Midland Railway. Dincolo de stația terminus, linia CCE&HR urma să iasă la suprafață la un depou pe o bucată goală de pământ la este de Highgate Road (ocupată astăzi de Ingestre Road Estate). Schimbarea extindea ramura Euston la nord, pentru a se uni cu ramura principală la marginea sudică a străzii Camden High. Street. Secțiunea dintre cele două capete ale buclei era omisă. Era inclusă de asemenea și permisiunea de a cumpăra un sit în strada Cranbourn pentru o stație suplimentară (Leicester Square). Legea a fost aprobată ca Charing Cross, Euston and Hampstead Railway Act, 1899 pe 9 august 1899.
Pe 23 noiembrie 1900 CCE&HR a anunțat cea mai importantă modificare a rutei. Au fost propuse spre aprobarea parlamentului două noi legi, cunoscute ca  No. 1 și No. 2. Legea No. 1 propunea continuarea căii ferate la nord de Hampstead până la Golders Green, achiziționarea terenurilor și proprietăților necesare pentru construirea stațiilor și construirea unui depozit la Golders Green. Erau propuse și ajustări minore ale aliniamentelor aprobate anterior. Propunerea No. 2 se referea la două extensii: de la Kentish Town la Brecknock Road, Archway Tavern, Archway Road și Highgate la nord și de la Charing Cross la Piața Parlamentului, Artillery Row și Gara Victoria în sud.
Extinderea către Golders Green urma să scoată calea ferată din zonele urbane și suburbii către zona rurală. Deși acest lucru oferea un loc convenabil pentru depoul CCE&HR se crede că motivația ținea mai degrabă de dorința lui Yerkes de a profita din vânzarea pământului achiziționat anterior în zonă și a cărui valoare ar fi crescut odată cu deschiderea căii ferate.
Cele două propuneri ale CCE&HR au fost depuse în Parlament în același timp cu multe alte legi privitoare la alte căi ferate subterane din Londra. După cum făcuse și în 1892, Parlamenul a înființat o comisie condusă de Lord Windsor pentru a analiza legile. Până când comitetul și-a terminat evaluarea, sesiunea parlamentară era pe terminate, așa că inițiatorilor li s-a cerut să le re-depună pentru sesiunea din 1902. Propunerile No. 1 și No. 2 au fost redepuse în noiembrie 1901 împreună cu o nouă lege – No. 3. Aceasta modifica ruta extensiei către Golders Green și adăuga o altă extensie pe sub stația de cale ferată Charing Cross până la Victoria Embankment, unde urma să existe o legătură cu stația MDR existentă (numită pe vremea aceea Charing Cross).

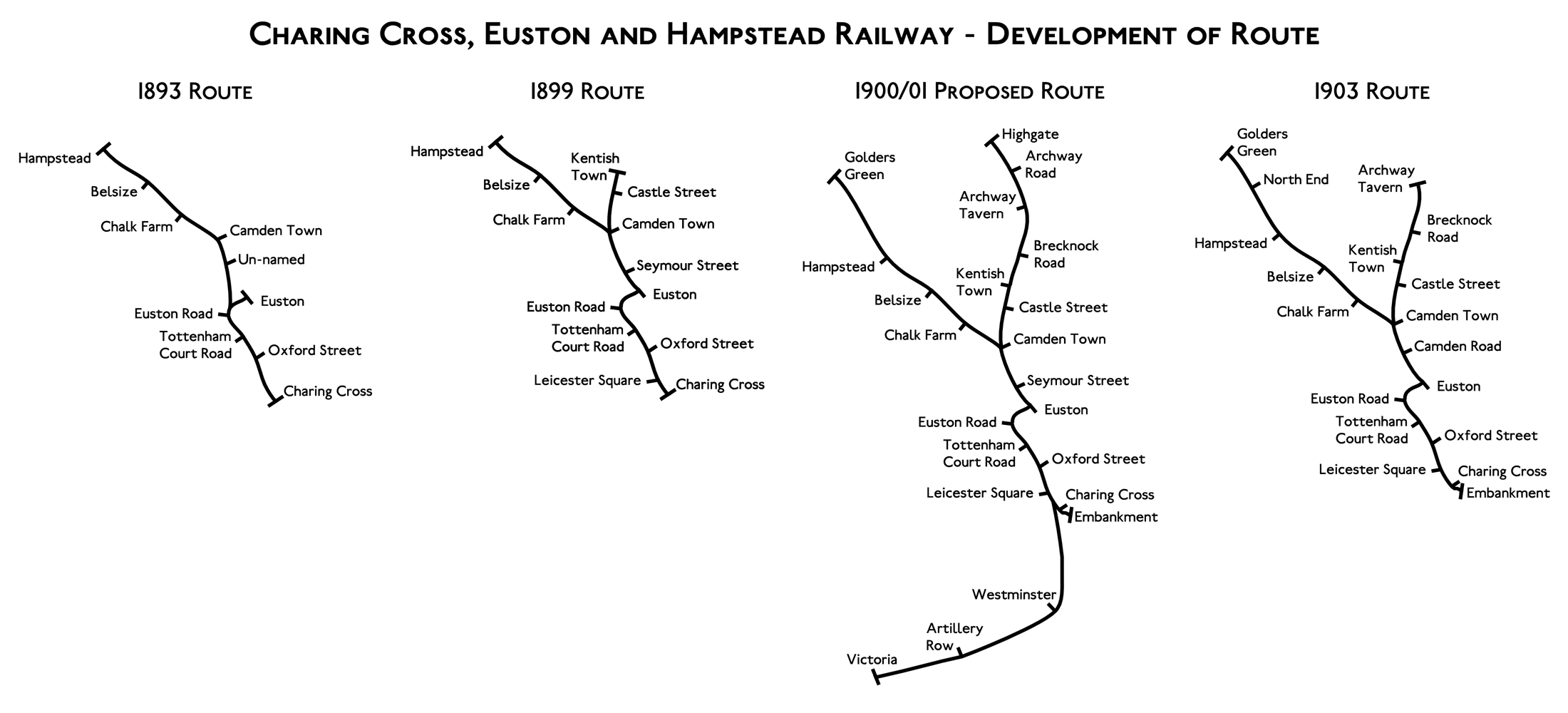
Hărți ce ilustrează planificarea rețelei CCE&HR înainte de începerea construcției

Legile au fost din nou examinate de un comitet mixt, de data aceasta condus de Lord Ribblesdale. Secțiunile care se refereau la extensia nord-estică de la Archway Tavern la Highgate și extensia sudică de la Charing Cross la Victoria au fost considerate necorespunzătoare cu legislația curentă și au fost respinse.

#### Controversa privitoare la Hampstead Heath
Un element controversat din planurile CCE&HR era reprezentată de extinderea până la Golders Green. Ruta tunelelor trecea pe sub Hampstead Heath⁠(en)[traduceți], ceea ce a provocat o puternică opoziție din partea oamenilor îngrijorați de efectele pe care le-ar putea avea asupra ecologiei landei. "Societatea de protecție a landei Heath" susținea că tunelurile vor drena subsolul, iar vibrațiile provocate de trenuri vor afecta copacii. Pe baza obiecțiilor ridicate de această societate, The Times a publicat pe 25 decembrie 1900 un articol alarmist în care susținea că "un mare tub pe sub landă va acționa, desigur, ca o drenă; și este destul de probabil că iarba, plantele și copacii din landă vor suferi datorită lipsei umezelii... Mai mult, pare să fie sigur că trenurile ce vor trece prin aceste tuburi vor zdruncina pământul până la suprafață, iar zdruncinăturile și vibrațiile constante vor avea probabil un efect serios asupra copacilor, slăbindu-le rădăcinile."

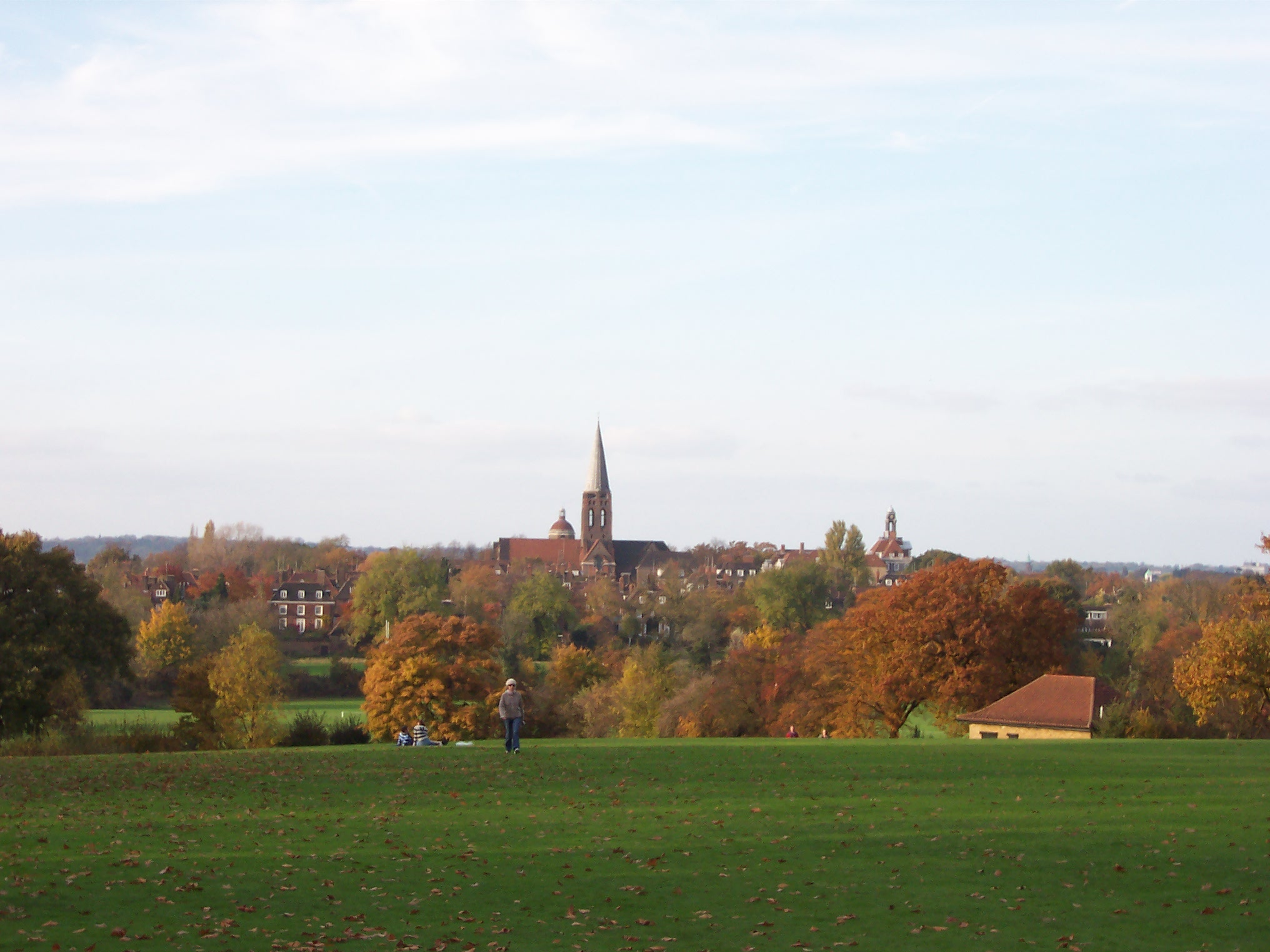
Parte din Hampstead Heath

De fapt, tunelele urmau să fie excavate la o adâncime de mai mult de 200 de picioare (61 m) sub pământ, cel mai adânc tunel din toate cele existente în Londra. In prezentarea sa către comisia parlamentară, avocatul CCE&HR a ironizat obiecțiile: "Vedeți ce lucru absurd! Deranjarea pânzei freatice când suntem la 240 de picioare în argila londoneză – cel mai impermeabil material care ar fi putut exista; aproape mai impermeabil decât granitul! Și vibrațiile acestei căi ferate ar urma să dărâme copacii! Ar putea fi ceva mai ridicol decât să pierdem timpul Comisiei discutând asemenea afirmații prezentate de o asemenea entitate!"
O a doua companie, Calea Ferată Edgware & Hampstead Railway (E&HR), avea de asemenea o propunere de tuneluri pe sub landă ca parte a rutei dintre Edgware și Hampstead. E&HR planificase o conexiune cu CCE&HR la Hampstead dar, pentru a evita duplicarea tunelurilor între Golders Green și Hampstead, cele două companii au convenit ca interconectarea să se facă la Golders Green.
Comunitatea din Hampstead obiectase inițial față de linie, dar până la urmă și-a dat acordul cu condiția construirii unei noi stații între Hampstead și Golders Green pentru a oferi o modalitate de acces vizitatorilor landei. A fost adăugată planurilor stația North End, unde putea deservi și noile zone rezidențiale planificate în vecinătate. O dată ce Parlamentul a fost convins că landa nu va avea de suferit, legile propuse de CCE&HR au fost aprobate împreună pe 18 noiembrie 1902 ca Charing Cross, Euston and Hampstead Railway Act, 1902. In aceeași zi, legea E&HR a fost aprobată ca Edgware and Hampstead Railway Act, 1902.

### Construcția, 1902–1907
Cu ruta decisă și având fondurile de la UERL, compania a început demolările și lucrările pregătitoare în iulie 1902. Pe 21 noiembrie 1902, CCE&HR a cerut o altă lege care cerea drepturi de expropriere pentru mai multe clădiri, pregătea preluarea E&HR și abandona secțiunea redundantă dintre Kentish Town și depoul Highgate Road. Propunerea a fost aprobată ca Charing Cross, Euston and Hampstead Railway Act, 1903 pe 21 iulie 1903.
Săparea tunelelor a început în septembrie 1903. Stațiile aveau la suprafață clădiri create de arhitectul Leslie Green în stilul celor folosite de UERL. Acestea constau în clădiri pe structură de oțel cu două caturi, placate cu blocuri de teracotă și având ferestre mari, semicirculare, la etajul superior. Fiecare stație avea două sau patru lifturi și o scară de urgență, spiralată, într-un puț separat.
În timp ce lucrările de construcție avansau, CCE&HR continua să propună legi Parlamentului Charing Cross, Euston and Hampstead Railway Act, 1904, aprobată pe 22 iulie 1904, permitea cumpărarea de teren adițional pentru stația de pe Drumul Tottenham Court, pentru o stație nouă la Mornington Crescent și pentru schimbări la Charing Cross. Charing Cross, Euston and Hampstead Railway Act, 1905 a fost aprobată pe 4 august 1905. Era vorba în mare parte de achiziția subsolului sub o parte din vestibulul stației Charing Cross a Căii ferate South Eastern, în așa fel încât stația CCE&HR să fie excavată în cele 3 luni de închidere după prăbușirea tavanului vechii stații.
Vânzarea terenului de construcții de la North End către ecologiști care voiau să extindă landa Hampstead Heath în 1904 a însemnat o reducere a numărului de locuitori care urmau să folosească stația de aici. Lucrările au continuat într-un ritm mai redus în subteran, iar peroanele și unele tunele pentru pasageri au fost construite, dar stația a fost abandonată în 1906, înainte de construirea lifturilor și a clădirii de suprafață.
Tunelele au fost terminate în decembrie 1905, după care lucrările au continuat cu construirea clădirilor pentru stații și popularea tunelelor cu șine și echipament de semnalizare. Ca parte a grupului UERL, CCE&HR își obținea electricitatea de la stația  Lots Road Power Station, construită inițial pentru electrificarea MDR; stația Chalk Farm nu a mai fost construită. Ultima secțiune a rutei dintre Charing Cross și Embankment nu a fost construită, iar terminusul sudic în momentul deschiderii era Charing Cross. După o perioadă de test, calea ferată era gata de inaugurare în 1907.

## Deschiderea

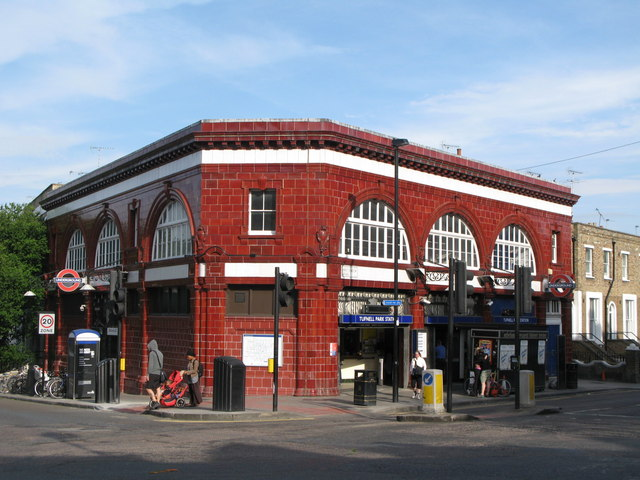
Stația en, realizată de arhitectul Leslie Green, este un bun exemplu al arhitecturii folosite în stațiile CCE&HR

CCE&HR a fost ultima cale ferată din cele trei ale UERL care a fost inaugurată, de aceea i s-a făcut publicitate sub numele de "Ultima legătură". Deschiderea oficială de pe 22 iunie 1907 a fost făcută de David Lloyd George, Ministrul Comerțului, după care publicul a putut călători gratuit pe tot parcursul zilei. De la deschidere, CCE&HR a fost cunoscută mai mult sub numele prescurtate Hampstead Tube sau Hampstead Railway, iar numele au apărut chiar și pe clădirile stațiilor și pe hărțile de metrou ale perioadei.
Calea ferată avea stații la:
- Charing Cross⁠(en)[traduceți]
- Leicester Square⁠(en)[traduceți]
- Oxford Street⁠(en)[traduceți] (azi Tottenham Court Road)
- Tottenham Court Road⁠(en)[traduceți] (azi Goodge Street)
- Euston Road⁠(en)[traduceți] (azi Warren Street)
- Euston⁠(en)[traduceți]
- Mornington Crescent⁠(en)[traduceți]
- Camden Town⁠(en)[traduceți]

Ramura Golders Green
- Chalk Farm⁠(en)[traduceți]
- Belsize Park⁠(en)[traduceți]
- Hampstead⁠(en)[traduceți]
- Golders Green⁠(en)[traduceți]

Ramura Highgate
- South Kentish Town⁠(en)[traduceți] (închisă în 1924)[57]
- Kentish Town⁠(en)[traduceți]
- Tufnell Park⁠(en)[traduceți]
- Highgate⁠(en)[traduceți] (azi Archway)

Serviciul era asigurat de vagoane construite special pentru UERL de American Car and Foundry Company și asamblate în Trafford Park⁠(en)[traduceți], Manchester. Aceste vagoane aveau același design ca cele folosite de BS&WR și GNP&BR și constituiau un automotor electric, nefiind nevoie de o locomotivă separată. Pasagerii se îmbarcau prin porți aflate la capătul vagoanelor, care erau operate de angajați ce mergeau pe platforma exterioară și anunțau călătorilor numele stațiilor la sosirea trenului. Acest design a devenit cunoscut sub numele de "Model 1906" sau "Model cu poartă".

## Co-operare și consolidare, 1907–1910
În ciuda succesului UERL în finanțarea și construirea Căii ferate Hampstead în doar șapte ani, deschiderea sa nu a reprezentat succesul financiar așteptat. In primele 12 luni de operare, a transportat 25 de milioane de pasageri, jumătate din cei 50 de milioane preconizate în timpul planificării liniei. Estimările UERL privitoare la celelalte linii au fost și ele prea optimiste, la fel ca și mărirea numărului de pasageri pe MDR – în fiecare caz s-a obținut cam 50% din țintă.
Numerele de pasageri mai reduse erau datorate parțial competiției între căile ferate subterane, dar și introducerii tramvaielor electrice și autobuzelor ce înlocuiau transportul rutier tras de cai. Problema nu era limitată la UERL; toate cele 7 linii de cale ferată de tip tube, dar și MDR și Metropolitan Railway erau afectate într-o anumită măsură, iar veniturile reduse făceau dificilă plata împrumuturilor contractate și plata dividendelor.
Într-un efort de a-și îmbunătăți situația financiară, UERL, împreună cu C&SLR, CLR și GN&CR au început, din 1907, să introducă înțelegeri tarifare. Din 190, au început chiar să folosească un branding comun, sub numele de Underground. W&CR a fost singura cale ferată subterană care nu a participat în această înțelegere deoarece era deținută de London and South Western Railway.
Cele 3 companii ale UERL erau în continuare entități separate, fiecare cu conducerea și acționariatul său. Exista o duplicare a administrației celor 3 companii și de aceea, pentru a reduce costurile, UERL a anunțat în noiembrie 1909 o propunere de lege care ar fi unit Hampstead Tube, Piccadilly Tube și Bakerloo Tube într-o singură companie,  Calea Ferată London Electric Railway (LER), deși liniile își păstrau brandingul individual. Legea a fost aprobată în 26 iulie 1910 ca London Electric Railway Amalgamation Act, 1910.

## Extensii

### Embankment, 1910–1914
În noiembrie 1910, LER a publicat un anunț privitor la un proiect de lege care să reînnoiască permisiunea din 1902 de continuare a liniei între Charing Cross și Embankment. Extensia era planificată ca un singur tunel ce ar fi constituit o buclă pe sub Tamisa, unind capetele tunelelelor existente. Trenurile urmau să meargă într-o singură direcție, oprind în stații cu un singur peron, construite în așa fel încât să asigure legătura cu BS&WR și MDR la stația Embankment. Legea a fost aprobată ca London Electric Railway Act, 1911 pe 2 iunie 1911. Bucla a fost construită printr-o mare excavare la nord-vest de stația MDR și a fost conectată cu linia subterană cu scări rulante. Stația a fost deschisă pe 6 aprilie 1914 sub numele Charing Cross (Embankment)⁠(en)[traduceți] (azi Embankment).

### Hendon și Edgware, 1902–1924
În deceniul după ce E&HR a primit aprobarea rutei dintre Edgware și Hampstead, compania a continuat să caute finanțare și a revizuit planurile în colaborare cu CCE&HR și o altă companie, Calea Ferată Watford & Edgware (W&ER), care plănuia să construiască o linie ce avea să se lege cu E&HR la Watford.
După aprobarea Watford and Edgware Railway Act, 1906, W&ER a preluat drepturile E&HR de a construi linia dintre Golders Green și Edgware. Având dificultăți în gasirea fondurilor, W&ER a încercat o fuziune oficială cu E&HR printr-o lege din 1906, cu intenția de a construi și opera întreaga rută dintre Golders Green și Watford ca o cale ferată ușoară, dar legea a fost respinsă de Parlament și, când drepturile  W&ER au expirat, controlul liniei s-a întors la CCE&HR.
Compania E&HR a rămas în existență și a obținut o serie de legi pentru a-și păstra și dezvolta planurile. Edgware and Hampstead Railway Acts, 1905, 1909 și 1912 au oferit prelungiri ale termenelor, au aprobat schimbări de rute, au oferit permisiuni pentru viaducte și tunele și au permis închiderea și rerutarea drumurilor ce se intersectau cu calea ferată.  Se dorea ca CCE&HR să ofere și să opereze trenurile și acest lucru a fost formalizat prin London Electric Railway Act, 1912, care aproba preluarea E&HR de către LER.
Nu a fost făcut niciun efort imediat de a începe lucrările și acestea au fost amânate sine-die la începutul Primului Război Mondial. Datorită limitărilor războiului, lucrul la calea ferată nu a putut avansa. Au fost oferite extensii anuale ale legilor anterioare între 1916 și 1922, dând o dată finală pentru cumpărărea terenurilor la 7 august 1924. Deși permisiunile fuseseră menținute, UERL nu a putut strânge banii necesari lucrărilor. Costurile de construcție crescuseră considerabil în timpul războiului și veniturile companiei nu puteau acoperi împrumuturile.

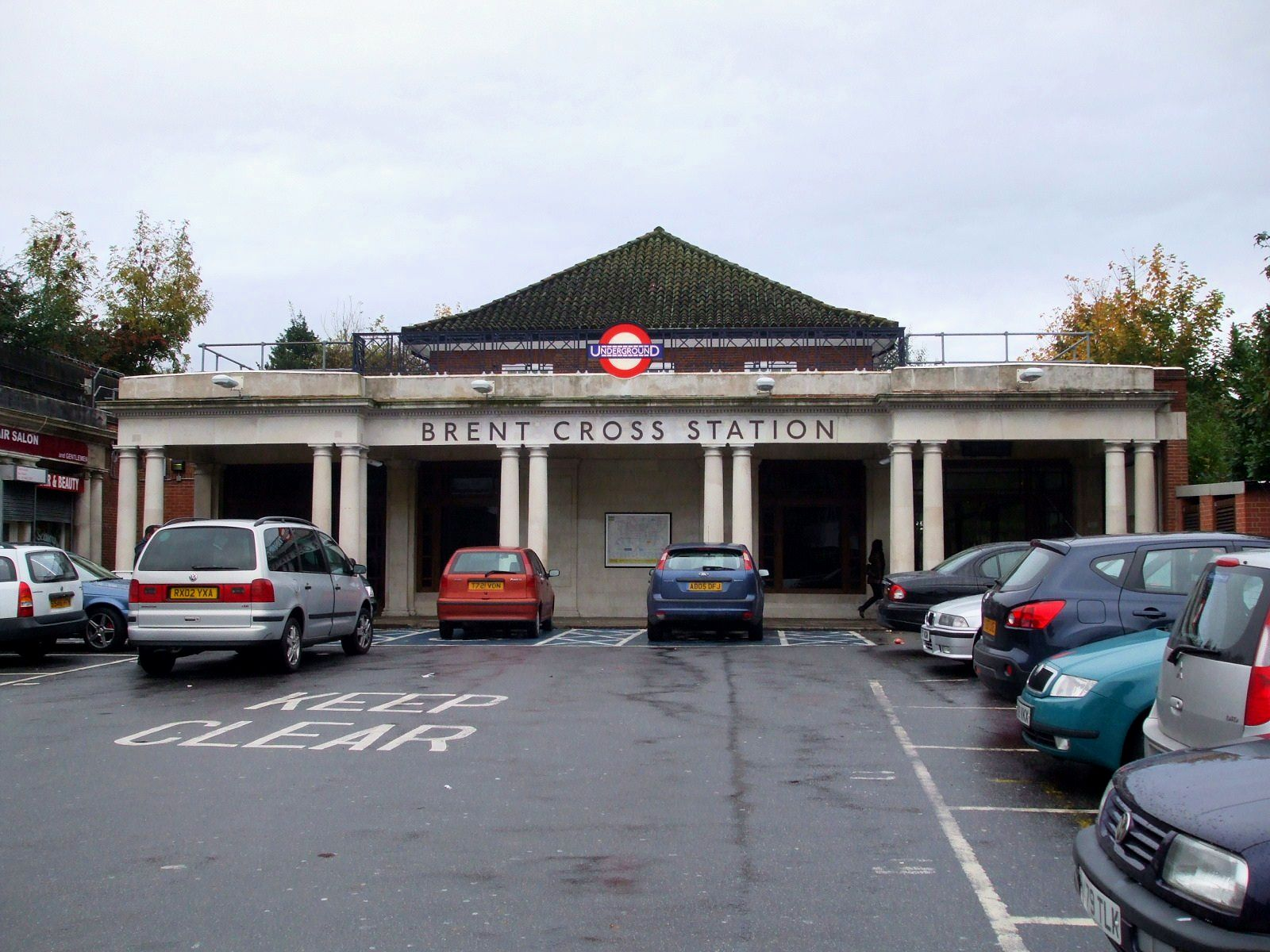
Stația en este un exemplu al designului folosit pentru extensia Edgware

Proiectul a devenit posibil când guvernul a introdus Trade Facilities Act, 1921 prin care Trezoreria putea oferi împrumuturi pentru lucrări publice ca metodă de reducere a șomajului. Cu acest ajutor, UERL a strâns banii și lucrul a început la extensia spre Edgware. Președintele-director general al grupului UERL, Lord Ashfield, a dat startul lucrărilor la Golders Green la 12 iunie 1922.
Extinderea traversa zone agricole, putând fi construită la suprafață și fiind deci mai ieftină decât tunelele din zona urbană. Un viaduct a fost construit peste valea Brent și o porțiune de tunel a fost necesară la The Hyde⁠(en)[traduceți], Hendon. Stațiile au fost create sub formă de pavilioane de suburbie de arhitectul UERL Stanley Heaps⁠(en)[traduceți]. Prima secțiune a fost deschisă pe 19 noiembrie 1923 cu stații la:
- Brent⁠(en)[traduceți] (azi Brent Cross)
- Hendon Central⁠(en)[traduceți]

Restul extensiei a fost inaugurată pe 18 august 1924 cu următoarele stații:
- Colindale⁠(en)[traduceți]
- Burnt Oak⁠(en)[traduceți] (deschisă pe 27 octombrie 1924)[57]
- Edgware⁠(en)[traduceți]

### Kennington, 1922–1926
Pe 21 noiembrie 1922, LER a anunțat o propunere de lege pentru sesiunea parlamentară 1923. Include propunerea de extindere a liniei de la terminusul sudic până la stația C&SLR de la Kennington⁠(en)[traduceți] unde urma să existe o interconectare. Legea a fost aprobată ca London Electric Railway Act, 1923 pe 2 august 1923.
Munca necesară pentru reconstruirea părților subterane ale fostei stații terminus a CCE&HR pentru a face posibilă circulația, precum și tunelul buclă au fost abandonate. Tunelurile au fost extinse pe sub Tamisa până la statia Waterloo și apoi la Kennington unde două noi peroane au fost construite pentru a permite interconectarea cu C&SLR. Chiar la sud de stația Kennington, tunelurile CCE&HR erau conectat cu cele ale C&SLR. Noul serviciu a fost dat în folosință pe 13 septembrie 1926 pentru a coincide cu deschiderea liniei C&SLR până la Morden⁠(en)[traduceți]. Linia dintre Charing Cross și Kennington avea două stații:
- Waterloo⁠(en)[traduceți]
- Kennington⁠(en)[traduceți]

C&SLR era sub controlul UERL de la achiziția din 1913. O conexiune anterioară între CCE&HR și C&SLR lega stațiile Euston și Camden Town.Cu deschiderea statiei Kennington, cele două căi ferate au început să opereze ca un serviciu integrat folosind noile trenuri Standard Stock⁠(en)[traduceți]. Pe hărțile metroului, liniile erau reprezentate cu o singură culoare, deși numele diferite au fost folosite până în anii 1930.

## Naționalizarea, 1923–1933
În ciuda îmbunătățirilor făcute în alte părți ale rețelei, liniile ce formau rețeaua Underground nu reușeau să facă profit. Faptul că UERL deținea foarte profitabila companie de autobuze London General Omnibus Company (LGOC) din 1912 permisese grupului UERL, prin gruparea veniturilor, să folosească profiturile din compania de autobuze pentru a subvenționa căile ferate, mai puțin profitabile. Totuși, competiția de la numeroasele companii mai mici de autobuz la începutul anilor 1920 a erodat profitabilitatea LGOC și a avut o influență negativă asupra profitabilității grupului UERL.
Într-un efort de a proteja profiturile UERL, Lord Ashfield a făcut lobby pe lângă guvernul britanic să introducă reguli mai stricte pentru serviciile de transport din Londra. Începând din 1923, o serie de inițiative legislative au existat în acest sens. Ashfield dorea reguli care să ofere UERL protecție față de competiție și să-i permită să premia controlul asupra sistemului de tramvaie al LCC; Herbert Morrison (consilier local și ulterior ministru al transporturilor) prefera ca statul să aibă controlul total. După șapte ani de încercări, la sfârșitul anului 1930 a fost anunțată o lege pentru formarea London Passenger Transport Board (LPTB, în română Comisia pentru transportul pasagerilor în Londra), o corporație publică ce urma să preia controlul asupra UERL, Metropolitan Railway și asupra tuturor companiilor de autobuze și tramvaie din zona de responsabilitate. LPTB era un compromis – proprietate publică dar nu naționalizare completă – și a fost înființată pe 1 iulie 1933. Pe aceeași dată, LER și celelalte companii de metrou au fost lichidate.

## Moștenire
Găsirea unui nume potrivit pentru rețeaua combinată a CCE&HR și C&SLR s-a dovedit o provocare pentru LPTB; au fost încercate mai multe variante, precum Linia Edgware, Morden & Highgate în 1933 și Linia Morden-Edgware în 1936. În 1937, Northern line (în română Linia nordică) a fost adoptată în pregătirea extensiei Northern Heights plan. Astăzi linia este cea mai frecventată dintre liniile metroului londonez, fiind folosită de 206,7 milioane de pasageri anual, ceea ce i-a atras porecla de Misery line (în română aproximativ Linia mizerabilă) în anii 1990 datorită aglomerației și deselor întârzieri.